# زرشک هریسون
زرشک هریسون (نام علمی: Berberis harrisoniana) نام یک گونه از سرده زرشک است.